# China (banda)
China é uma banda de hard rock suíça fundada em 1987. Em 1988 conseguiram um contrato com a gravadora Phonogram, lançando seu álbum de estreia no mesmo ano. A canção de maior sucesso da banda é "In the Middle of the Night", que alcançou a posição #11 na Suíça. De 1985 até 1995, a banda teve cinco vocalistas diferentes. Todos os álbuns de estúdio da banda entre 1988 e 2013 entraram na parada de álbuns mais vendidos na Suíça.

## Discografia

### Álbuns de estúdio
| Título            | Detalhes do álbum                           | Posições na parada | Posições na parada | Certificações (vendas certificadas) |
| Título            | Detalhes do álbum                           | ALE                | SUI                | Certificações (vendas certificadas) |
| ----------------- | ------------------------------------------- | ------------------ | ------------------ | ----------------------------------- |
| China             | - Lançamento: 1988 - Gravadora: Vertigo     | —                  | 6                  |                                     |
| Sign in the Sky   | - Lançamento: 1989 - Gravadora: Vertigo     | 45                 | 2                  | - SUI: Ouro                         |
| Go All the Way    | - Lançamento: 1991 - Gravadora: Vertigo     | —                  | 10                 |                                     |
| Natural Groove    | - Lançamento: 1995 - Gravadora: EMI         | —                  | 24                 |                                     |
| Light Up the Dark | - Lançamento: 2010 - Gravadora: Universal   | —                  | 39                 |                                     |
| We Are the Stars  | - Lançamento: 2013 - Gravadora: Blue Martin | —                  | 31                 |                                     |